# Lawrence David Brown
Lawrence David Brown (Los Angeles, 16 de dezembro de 1940 – 21 de fevereiro de 2018) foi um estatístico estadunidense, Miers Busch Professor e professor de estatística da Wharton School da Universidade da Pensilvânia.

## Carreira
Estudou no Instituto de Tecnologia da Califórnia e na Universidade Cornell, onde obteve um Ph.D. em 1964. Foi eleito membro da Academia Nacional de Ciências dos Estados Unidos. Foi presidente do Institute of Mathematical Statistics em 1992-1993. Em 2013 foi eleito membro da Academia de Artes e Ciências dos Estados Unidos.
Depois de ter sido professor assistente na Universidade da Califórnia em Berkeley, professor associado na Universidade Cornell e professor na Universidade Cornell e Universidade Rutgers, foi convidado para integrar o corpo docente do Departamento de Estatística da Wharton School da Universidade da Pensilvânia.
Foi palestrante convidado do Congresso Internacional de Matemáticos  em Pequim (2002: The Analogy Between Statistical Equivalence and Stochastic Strong Limit Theorems).

## Vida privada
Brown nasceu em Los Angeles, filho de Louis M. Brown e Hermione Brown. Foi casado com Linda Zhao, professora de estatística da Wharton School.

## Honrarias e prêmios
- Membro, Academia de Artes e Ciências dos Estados Unidos[4]
- Membro, Academia Nacional de Ciências dos Estados Unidos[2]
- Fellow da American Statistical Association (A.S.A)[7]
- Fellow do Institute of Mathematical Statistics (I.M.S.)[7]
- Wald Lecturer, Institute of Mathematical Statistics, agosto de 1985[8]
- Lady Davis Professorship, Universidade Hebraica de Jerusalém, 1988[7]
- Doctor of Science (Honorary), Universidade Purdue, 1993
- Prêmio Samuel Wilks, 2002[7]
- C. R. Rao and Bhargavi Prize, 2007[9]
- The Provost's Award for Distinguished Ph.D. Teaching and Mentoring, Universidade da Pensilvânia, 2011[10]

### Em sua memória
- Institute of Mathematical Statistics Lawrence D. Brown Ph.D. Student Award[3]

## Publicações selecionadas

### Livros
- 1985. (with Olkin, I., Sacks, J., and Wynn, H.P.) Jack Carl Kiefer Collected Papers, 3 vols., Springer-Verlag, New York.
- 1986. (with Olkin, I., Sacks, J., and Wynn, H.P.) Jack Carl Kiefer Collected Papers Supplementary Volume, Springer-Verlag, New York.
- 1986. Fundamentals of Statistical Exponential Families with Applications in Statistical Decision Theory, Inst. of Math. Statist., Hayward, California.
- 2005. (with Plewes, T.J., and Gerstein, M.A.) Measuring Research and Development in the United States Economy, National Academies Press.
- 2010. (with Michael L. Cohen, Daniel L. Cork, and Constance F. Citro) Envisioning the 2020 Census. Panel on the Design of the 2020 Census Program of Evaluations and Experiments, Committee on National Statistics, Division of Behavioral and Social Sciences and Education. Washington, DC: National Academies Press.